# نيل أودونيل
نيل أودونيل (بالإنجليزية: Neil O'Donnell)‏ (21 ديسمبر 1949 بغلاسكو في المملكة المتحدة - مايو 2022) هو لاعب كرة قدم بريطاني في مركز الوسط. لعب مع شيفيلد وينزداي ونادي غيلينغهام ونورويتش سيتي.

## وصلات خارجية
- نيل أودونيل على موقع قاعدة بيانات كرة القدم.إي يو (الإنجليزية)